# Manuel Martínez Sevilla
José Manuel Martínez Sevilla (León, 19 de noviembre de 1941) es un jurista y político nicaragüense. Fue Presidente de la Corte Suprema de Justicia de Nicaragua desde el 16 de marzo de 2005 hasta el 14 de junio de 2010, cuando le sucedió la magistrada Alba Luz Ramos.
Cursó sus estudios de derecho en la Universidad Nacional de León y posteriormente en la Universidad de Fordham en Nueva York. Fue juez durante 13 años; posteriormente ejerció como presidente de la Cornap y ministro del Trabajo en el gobierno 
de Arnoldo Alemán. En 2004, fue designado magistrado de la Corte Suprema, el máximo tribunal constitucional de Nicaragua, y en 2005 fue elegido presidente de la misma, cargo que
desempeñó hasta 2010.
Martínez es soltero y padre de siete hijos
.